# Neobisium carcinoides carcinoides
Neobisium carcinoides carcinoides es una subespecie de arácnido del orden Pseudoscorpionida de la familia Neobisiidae.

## Distribución geográfica
Se encuentra en Argelia y en Europa.